# 长教简氏大宗祠
长教简氏大宗祠，位于中国福建省南靖县书洋镇坎下村，明宣德六年（1431年）始建，清至民国多次重修。坐北向南，两进带两厢，悬山顶，主体建筑前辟泮池祠埕，后设龟背形抄手，总占地面积约2600平方米。石作构件和梁架斗拱，雕刻精美。2009年11月16日公布为第七批福建省文物保护单位。